# Гобокен (Джорджія)
Гобокен (англ. Hoboken) — місто (англ. city) в США, в окрузі Брентлі штату Джорджія. Населення — 480 осіб (2020).

## Географія
Гобокен розташований за координатами 31°10′50″ пн. ш. 82°7′51″ зх. д. / 31.18056° пн. ш. 82.13083° зх. д. (31.180473, -82.130901).  За даними Бюро перепису населення США в 2010 році місто мало площу 8,92 км², з яких 8,88 км² — суходіл та 0,04 км² — водойми.

## Демографія
Згідно з переписом 2010 року, у місті мешкало 528 осіб у 206 домогосподарствах у складі 151 родини. Густота населення становила 59 осіб/км².  Було 222 помешкання (25/км²).
Расовий склад населення:
| - 95,8 % — білих - 3,4 % — чорних або афроамериканців - 0,4 % — корінних американців |

До двох чи більше рас належало 0,4 %. Частка іспаномовних становила 0,4 % від усіх жителів.
За віковим діапазоном населення розподілялося таким чином: 25,9 % — особи молодші 18 років, 56,9 % — особи у віці 18—64 років, 17,2 % — особи у віці 65 років та старші. Медіана віку мешканця становила 38,7 року. На 100 осіб жіночої статі у місті припадало 96,3 чоловіків;  на 100 жінок у віці від 18 років та старших — 88,9 чоловіків також старших 18 років.
Середній дохід на одне домашнє господарство  становив 63 595 доларів США (медіана — 52 750), а середній дохід на одну сім'ю — 73 393 долари (медіана — 65 179). За межею бідності перебувало 21,9 % осіб, у тому числі 35,8 % дітей у віці до 18 років та 12,1 % осіб у віці 65 років та старших.
Цивільне працевлаштоване населення становило 236 осіб. Основні галузі зайнятості: освіта, охорона здоров'я та соціальна допомога — 26,3 %, транспорт — 16,1 %, будівництво — 10,2 %, роздрібна торгівля — 7,6 %.